# 최용철 (야구인)
최용철(1967년 6월 25일)은 태평양 돌핀스의 전 야구 선수다.

## 출신 학교
- 인천고등학교
- 연세대학교

## 같이 보기
- 1990년 태평양 돌핀스 시즌